# Strapping
Strapping è il termine universalmente utilizzato nei paesi di lingua inglese per riferirsi all'uso di una fascia o cinghia come attrezzo per la punizione corporale. Essa è tipicamente una larga striscia di cuoio pesante, spesso con un manico rigido ma leggermente più flessibile nella sua lunghezza. Almeno in tempi moderni era fatto di tela o gomma, piuttosto che in pelle. 
Il tawse scozzese è una versione a forcella più corta della cinghia, e divisa in due code, ma anche questa colloquialmente nota come cintura: è stato in Scozia lo strumento ufficiale standard delle punizioni corporali nelle scuole statali del paese fino all'anno in cui tale metodo correttivo non è stato vietato nel 1987.
Lo strapping si differenzia dal belting in quanto per quest'ultimo, almeno in linea di principio, si dovrebbe adoperare una cintura, più leggera della cinghia e priva di manico. 
Probabilmente proprio a causa della sua rigidità la cinghia è talvolta usata in modo intercambiabile con il paddle di pelle; e proprio come questo, anche per lo strap vi è una versione con fori: ciò ne aumenta intenzionalmente la pericolosità con rischio di gravi vesciche e sanguinamento se somministrato sulla pelle nuda. 

## Storia e modalità d'uso
Lo strap storicamente è stato creato ad uso istituzionale, è difatti noto come "cinghia da prigione" (prison strap) perché utilizzata in origine principalmente su detenuti adulti; quindi per il mantenimento della disciplina all'interno del sistema carcerario e come originale punizione corporale in ambito giudiziario, imposto dal tribunale ma effettuato dal personale penitenziario. In queste modalità è rimasto in uso negli stati del Sud degli USA almeno fino al 1967 (in Arkansas: a volte a mo' di sculacciata sopra i pantaloni, altre col corpo nudo e sulla schiena); e in Canada fino al 1972, col condannato che veniva colpito sulla natiche nude.
Lo strap è stato poi utilizzato anche sui minori nei riformatori e nelle scuole: particolarmente diffuso in Nordamerica, in Canada era applicato sulla mano dello studente, fino alla sua avvenuta abolizione nel 2004. 
A causa del forte impatto che produce un colpo tirato a tutta forza con lo strap, può facilmente far perdere l'equilibrio e cadere a chi lo riceve; possibilità questa accresciuta dalla posizione che veniva fatta assumere al ragazzo da punire, ovvero chinato ma in piedi con le mani che dovevano afferrarsi le caviglie. Nelle prigioni invece il detenuto era legato nudo sdraiato o in posizione di flessione, ad esempio ad un tavolo o contro un palo.
In Florida nel 1921 un ragazzo di 22 anni arrestato per vagabondaggio morì dopo esser stato preso a cinghiate per un totale di più di 100 colpi, si chiamava Martin Tabert: era stato punito in tal modo perché s'era rifiutato di svolgere la sua parte di lavoro forzato all'interno della prigione. Sulla scia dell'indignazione popolare a seguito di quest'omicidio commesso dall'agente preposto alla custodia dei detenuti, l'allora governatore fu costretto a mettere questo tipo di cinghiate fuori legge.